# Большая Медведица (ледовая арена)
Ледовая арена «Большая Медведица» (англ. Big Dipper Ice Arena), также известная как «Большая Медведица»  — многофункциональная арена, расположенная в городе Фэрбанкс, Аляска, США. Арена принадлежит и управляется боро Фэрбанкс-Норт-Стар. Первоначально построенное как самолётный ангар в Танакроссе, здание было разобрано, перевезено в Фэрбанкс и вновь возведено в 1968 году и с тех пор дважды реконструировалось. Арена является домашней площадкой для хоккейной команды Фэрбанкс Айс Догс. Здесь также располагается штаб-квартира Департамента парков и зон отдыха местного боро Фэрбанкс-Норт-Стар.

## История
До 1968 года сооружение, теперь известное как Ледовая арена «Большая Медведица», представляло собой ангар для самолётов, расположенный в Танакроссе, Аляска. Построенное во время Второй Мировой Войны, после неё здание приносило мало пользы.
В 1968 году, Хез Рэй, преподаватель и тренер Высшей школы имени Латропа, собрала группу добровольцев и организовала проект, для переноса заброшенного ангара в Фэрбанкс и перепрофилирования его в качестве ледовой арены. Они выкупили ангар за один доллар и, используя оборудование, предоставленное местными строительными компаниями, разобрали сооружение и перенесли его в Фэрбанкс. После его возведения в Фэрбанксе, волонтёры залили ледовый каток и возвели трибуны. Обогрев комнат отдыха и раздевалок с душевыми были добавлены в 1972—1973 годах. Само здание оставалось неотапливаемым до реконструкции в 1980-х годах, когда были установлены большие портативные обогреватели, обычно применяемые в самолётных ангарах.
Образованная в 1975 году хоккейная команда «Аляска Голд Кингс» играла здесь свои матчи на протяжении двух десятилетий, прежде чем переехала в Колорадо-Спрингс, штат Колорадо. Большую часть своего существования здесь проходили Всемирные эскимосско-индейские игры.